# Пилюжок
Пилюжок — река в России, протекает в Кичменгско-Городецком районе Вологодской области. Устье реки находится в 148 км по левому берегу реки Кичменьга. Длина реки составляет 13 км.
Исток реки находится на границе с Великоустюгским районом в 15 км к северо-востоку от посёлка Бакланово. Генеральное направление течения — северо-запад. Притоки — Столовица, Маноевка, Чёрная (левые). Всё течение проходит по ненаселённой холмистой тайге на возвышенности Северные Увалы. Впадает в Кичменьгу в урочище Крестовый Бор.

## Данные водного реестра
По данным государственного водного реестра России и геоинформационной системы водохозяйственного районирования территории РФ, подготовленной Федеральным агентством водных ресурсов:
- Бассейновый округ — Двинско-Печорский;
- Речной бассейн — Северная Двина;
- Речной подбассейн — Малая Северная Двина;
- Водохозяйственный участок — Юг;
- Код водного объекта — 03020100212103000010774.